# Eustegasta metallica
Eustegasta metallica är en kackerlacksart som först beskrevs av Henri Saussure 1864.  Eustegasta metallica ingår i släktet Eustegasta och familjen jättekackerlackor.
Artens utbredningsområde är Kamerun. Inga underarter finns listade i Catalogue of Life.